# Lac Rara
Pour les articles homonymes, voir Rara (homonymie).
Le lac Rara est le plus grand lac du Népal, situé à 2 900 mètres d'altitude, et mesure 10 km2. Il se trouve dans l'ouest du pays, dans la zone de Karnali, dans le district de Mugu. 

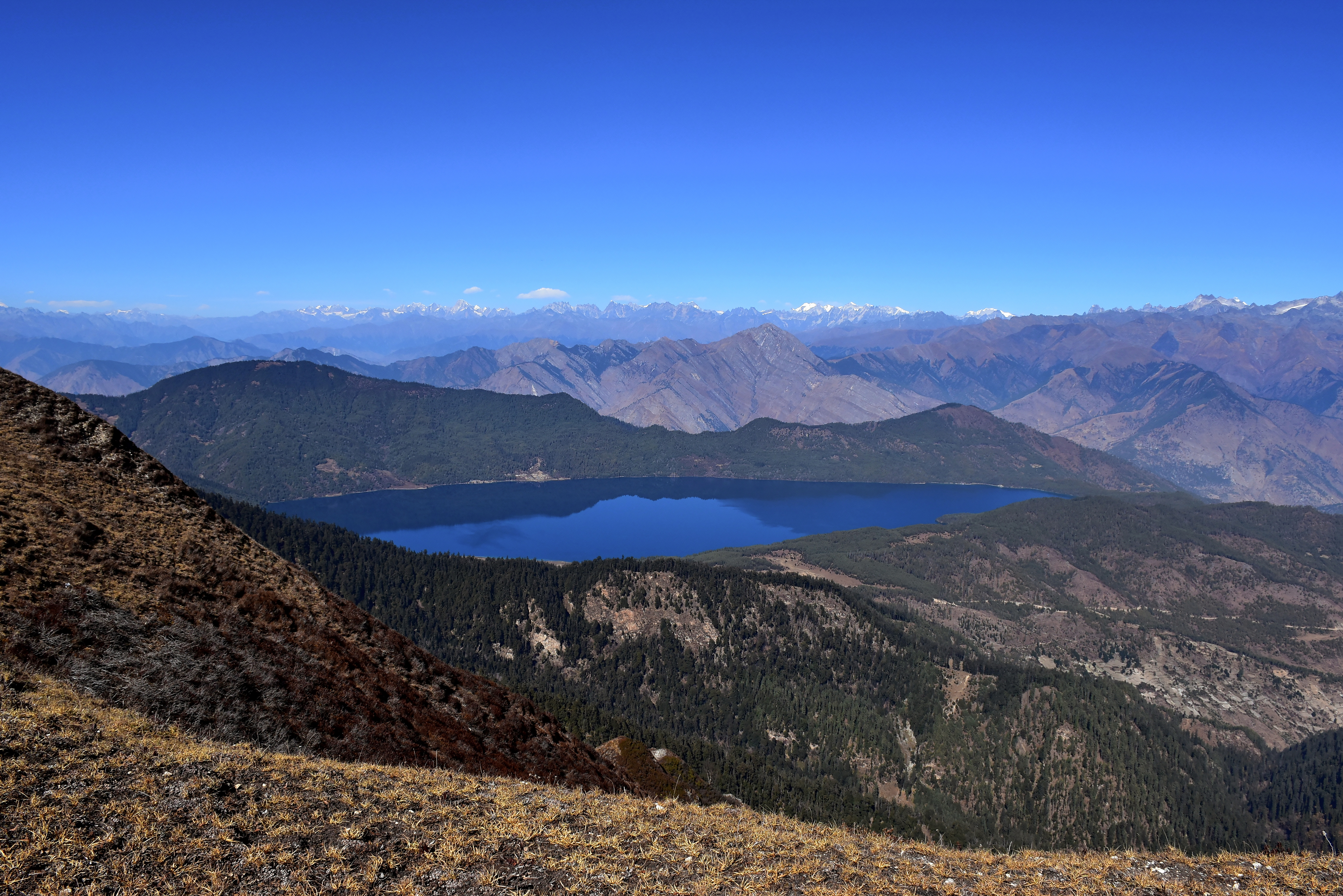
Vue du lac entouré de ses montagnes.

Autour du lac, se trouve le parc national de Rara.
Le lac Rara a été désigné site Ramsar le 23 septembre 2007.

## Sources
- (en) Cet article est partiellement ou en totalité issu de l’article de Wikipédia en anglais intitulé « Rara Lake » (voir la liste des auteurs).